# Фрамполь (гмина)
Фрамполь (пол. Frampol) — гмина (волость) в Польше, входит как административная единица в Билгорайский повет, Люблинское воеводство. Население — 6497 человек (на 2006 год).

## Населённые пункты
В состав гмины Фрамполь входят солецтва (сельские округа): Хлопкув, Каролювка, Конты, Комодзянка, Корыткув Малы, Немирув, Пульчинув, Радзенцин, Жечице, Сморынь, Соколувка, Стара Весь, Теодорувка, Теодорувка-Колёня, Воля-Контецка, Воля-Радзенцка.

## Соседние гмины
1. Гмина Билгорай
2. Гмина Дзволя
3. Гмина Горай
4. Гмина Радечница